# Dziedziniec

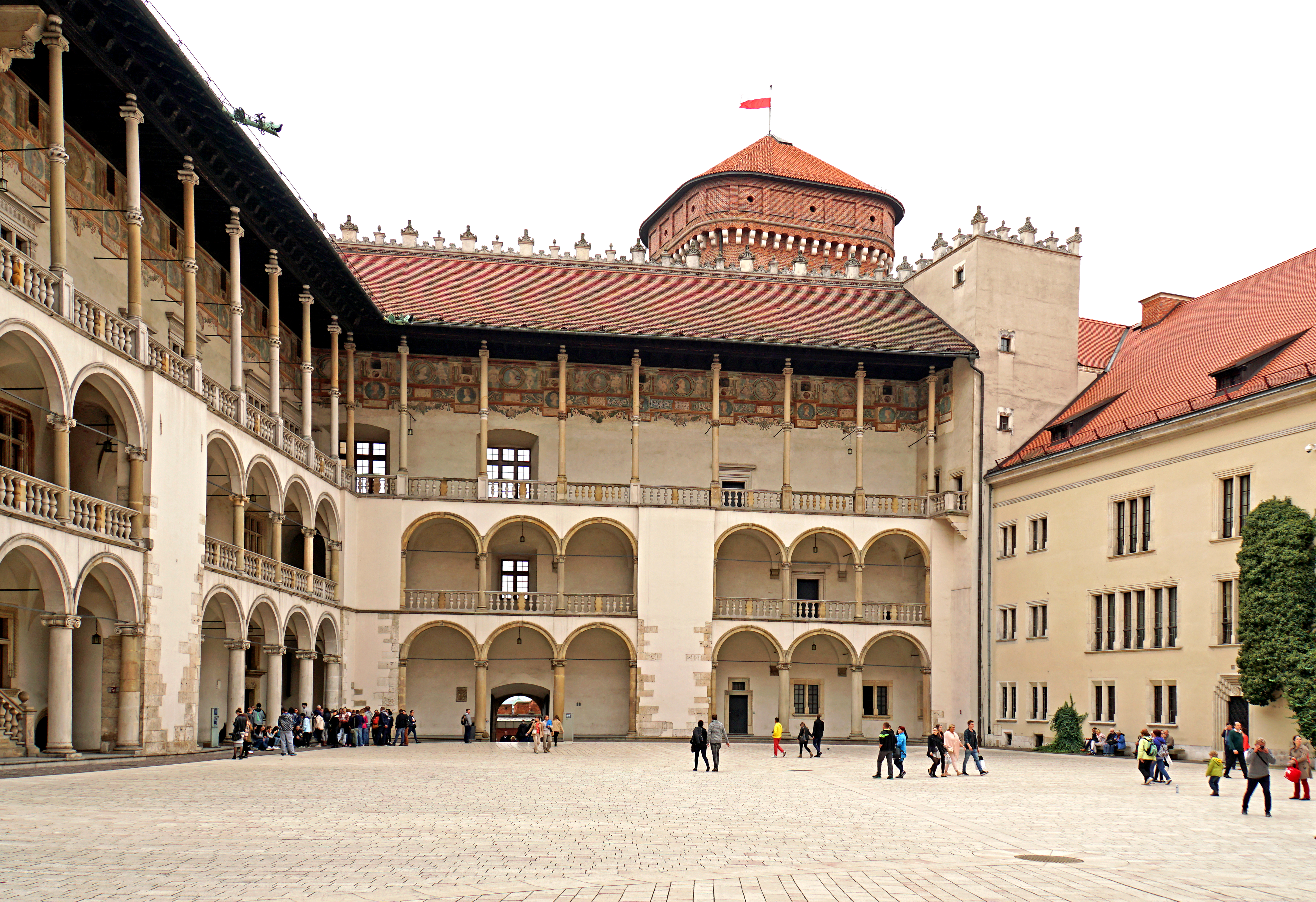
Dziedziniec na Wawelu.

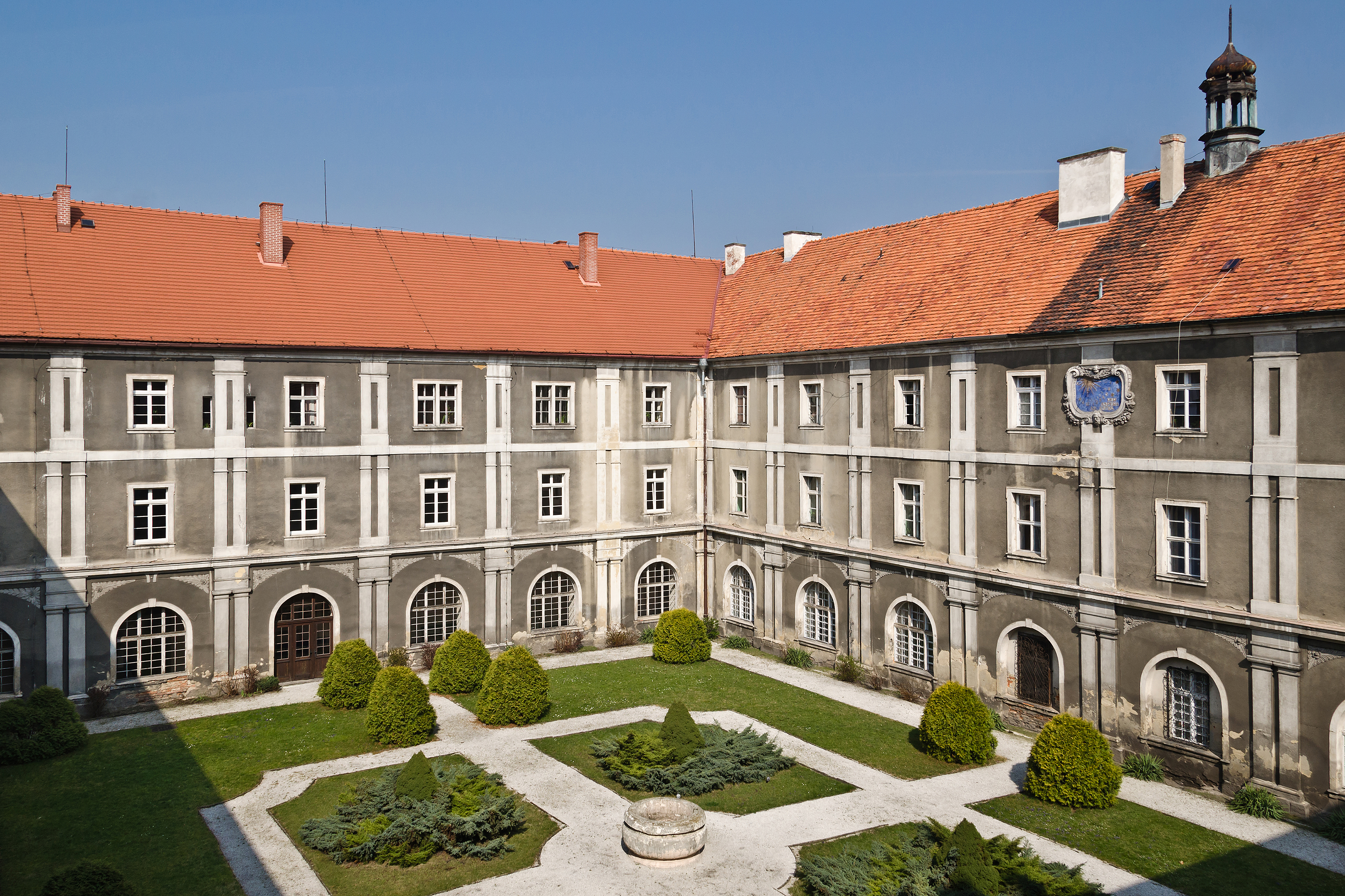
Dziedziniec w budynku dawnego kolegium jezuickiego w Kłodzku

Dziedziniec – wydzielona, niezadaszona przestrzeń w budynku lub zespole budynków.
Dziedziniec pełnił niegdyś funkcje użytkowo-reprezentacyjne. Mógł być zamknięty – otoczony ze wszystkich stron, albo otwarty – przynajmniej jedna strona nie była zamknięta. Dziedzińce występowały w budownictwie świeckim i sakralnym. W zamkach były zamknięte krużgankami, a w pałacach – arkadowe, otoczone loggiami.
We współczesnej architekturze dziedzińce występują przy budynkach użyteczności publicznej i pełnią funkcję reprezentacyjną. Lokowane przy budynkach mieszkalnych podwórka są pozostałością dziedzińca i pełnią rolę użytkową.
Odmianami dziedzińca są atrium oraz wirydarz.